# Deutschlandpokal (Grasski)
Der Deutschlandpokal (auch Deutschlandcup bzw. Deutschland-Pokal oder Deutschland-Cup) ist eine seit 1993 jährlich in Deutschland ausgetragene Wettkampfserie im Grasskisport. Die rund zehn Wettkämpfe pro Saison werden meist eigens für den Deutschlandpokal, teilweise aber auch im Rahmen internationaler FIS-Rennen veranstaltet. Teilnahmeberechtigt sind Mitglieder des Deutschen Skiverbandes. Für die einzelnen Rennen werden Punkte nach dem FIS-Punktesystem analog den Weltcuppunkten im Grasski-Weltcup vergeben. Ausnahme ist die Altersklasse Kinder, für die es eine eigene Punktewertung gibt. Mit diesen Punkten werden am Ende der Saison die Klassensieger in den einzelnen Altersklassen (Kinder, Schüler weiblich/männlich, Jugend weiblich/männlich, Damen, Herren, Altersklasse) sowie die Gesamtsieger bei Herren und Damen ermittelt. Für die Gesamtwertung, welche als deutsche Meisterschaft zählt, werden alle Altersklassen mit Ausnahme der Kinder berücksichtigt.
Die folgenden Tabellen zeigen die drei Bestplatzierten in den Gesamtwertungen der Herren und Damen seit 2002. In Klammer ist die Anzahl der gewonnenen Punkte angegeben.

## Gesamtwertung Herren
| Jahr | 1. Platz                                   | 2. Platz                  | 3. Platz                  |
| ---- | ------------------------------------------ | ------------------------- | ------------------------- |
| 2002 | Michael Bernshausen (630)                  | Florian Göldner (560)     | Franz Seiz (527)          |
| 2003 | Benjamin Bennett (905)                     | Hendrik Bernshausen (625) | Franz Seiz (419)          |
| 2004 | Florian Göldner (740)                      | Benjamin Bennett (660)    | Bodo Göldner (575)        |
| 2005 | Benjamin Bennett und Florian Göldner (880) |                           | Michael Bernshausen (595) |
| 2006 | Florian Göldner (648)                      | Benjamin Bennett (600)    | Michael Bernshausen (582) |
| 2007 | Michael Bernshausen (750)                  | Benjamin Bennett (500)    | Torsten Richter (444)     |
| 2008 | Benjamin Bennett (724)                     | Florian Sauer (478)       | Michael Bernshausen (413) |
| 2009 | Benjamin Bennett (1060)                    | Florian Sauer (760)       | Moritz Herzig (575)       |
| 2010 | Benjamin Bennett und Florian Sauer (820)   |                           | Marcel Knapp (483)        |
| 2011 | Benjamin Bennett (680)                     | Marcel Knapp (540)        | Moritz Herzig (455)       |
| 2012 | Benjamin Bennett (740)                     | Marcel Knapp (526)        | Jonas Stolz (409)         |
| 2013 | Marcel Knapp (660)                         | Benjamin Bennett (500)    | Franz Seiz (400)          |
| 2014 | Marcel Knapp (980)                         | Torsten Richter (475)     | Franz Seiz (376)          |

## Gesamtwertung Damen
| Jahr | 1. Platz                     | 2. Platz                    | 3. Platz                    |
| ---- | ---------------------------- | --------------------------- | --------------------------- |
| 2002 | Anna-Lena Büdenbender (1060) | Caroline Hertweck (900)     | Katharina Büdenbender (680) |
| 2003 | Caroline Hertweck (940)      | Anna-Lena Büdenbender (620) | Katharina Lindner (475)     |
| 2004 | Andrea Duve (760)            | Caroline Hertweck (740)     | Linda Göldner (425)         |
| 2005 | Caroline Hertweck (840)      | Andrea Duve (740)           | Anna-Lena Büdenbender (560) |
| 2006 | Anna-Lena Büdenbender (850)  | Andrea Duve (620)           | Caroline Hertweck (600)     |
| 2007 | Caroline Hertweck (870)      | Andrea Duve (640)           | Linda Göldner (560)         |
| 2008 | Caroline Hertweck (900)      | Linda Göldner (640)         | Maria Hieke (460)           |
| 2009 | Linda Göldner (855)          | Lisa Schischkowski (780)    | Caroline Hertweck (700)     |
| 2010 | Maria Hieke (790)            | Lisa Schischkowski (440)    | Linda Göldner (380)         |
| 2011 | Jasmin Huber (820)           | Linda Göldner (620)         | Katharina Koch (540)        |
| 2012 | Jasmin Huber (580)           | Lisa Schischkowski (560)    | Lena Schischkowski (310)    |
| 2013 | Jasmin Huber (660)           | Franziska Rönnau (620)      | Lisa Schischkowski (160)    |
| 2014 | Franziska Rönnau (680)       | Lisa Schischkowski (520)    | -                           |